# 너글
너글(Nurgle)은 역병, 부패의 신이다. 온갖 가공할 질병을 퍼뜨리며 사람이든 기계든 뭐든 부패시키는 강력한 파괴신이다. 부풀어오르고 썩어가며, 네 가지 색으로 괴사를 일으키는 피부를 가진 뚱뚱한 거인으로 묘사된다. 너글의 본거지는 너글의 정원이라 불리는, 수많은 살아있는 것들(하지만 죽어가는)이 가득한 데몬 월드이며, 성스러운 숫자는 7이다.
사실, 카오스 4대신 중 가장 훈훈한 신이다. 카오스 신 중에서 신도와 가장 밀접한 신으로, 인간 추종자를 매우 총애하는 모습을 보인다. 하지만, 카오스 신의 애정과 관심은 인간한테 좋은게 절대 아니다. 어찌됐건 신도들에게 파파 너글(Papa Nurgle), 그랜파 너글이라 불릴 정도.
코덱스에 나와 있는 일화로, 슬라네쉬 (워해머 40,000)가 치유와 생명의 여신인 아이샤를 덥치려고 했을 때 너글이 그녀의 비명을 듣고 나타나서 슬라네쉬와 대판 싸워서 그녀를 구출했다고 한다. 문제는 거대한 녹슨 새장에 가두어놓고 그가 직접 만든 스프를 먹인다는 것이다. 뭐 이것만 두고 그렇게 나빠보이지는 않지만, 이 스프가 그가 만들어낸 새로운 질병이라는 것. 그래서 너글이 새로운 질병 스프를 만듦 -> 아이샤에게 먹임 -> 아이샤 자가치료 -> 무한반복된다. 그래서 이 여신은 인간과 엘다의 귀에 질병의 치료법을 속삭여주는 치료의 여신이 되었다. 이 내용은 카오스 데몬 코덱스에 나온다. 한편 판타지 코덱스인 카오스 데몬에서도 비슷한 인물이 있다.
아무튼 파괴신이기 때문에 창조신인 젠취 (워해머 40,000)와는 대립하고 있다. 너글이 가진 긍정적인 면은 의지.
너글의 추종자들 역시 모두 살이 썩어 문드러지고 악취를 풍기며 지저분하게 생겼다. 하지만 질병을 극복하고자 하는 의지를 높이 사기도 하기에, 자신의 추종자들에게는 고통을 느끼지 못하는 능력과 엄청난 저항력을 준다. 한편, 너글에 대해서 착각하기 쉬운것 중 하나가 너글의 축복을 받으면 좀 부패하는 대신 영생을 한다고 생각하는 것인대, 부패와 질병은 또한 죽음을 상징하기도 하기 때문에, 너글이 딱히 추종자들을 살려주는 건 아니다. 노화라는 질병마저 극복한 경우라면 일단 수명으로는 죽지 않게 되겠지만 이 역시 영생과는 거리가 멀다.
40K에선 저항력을 올려주며 플레이그 마린들이 숭배하고 있다. 데스 가드가 유명한데, 이들이 탄 함선은 너글의 추종자인 타이푸스에게 속아서, 워프 공간을 항해하던 중에 전체 함대가 질병에 감염되어 버리면서 결국 너글을 믿게 되었다. 이들의 함대가 지상에 도착해서 해치를 열자 함선 안에서 하늘을 뒤덮을 정도의 파리떼가 쏟아져 나왔다고 한다. 특화병은 플레이그 마린.
판타지에서는 카오스 세력이 믿고 있으며, 쥐떼 무리인 스케이븐이 믿는 신인 '뿔난 쥐'는 역병신의 면모를 가지고 있는지라 마찬가지로 너글 계열로 추정되고 있다. 오크 (워해머 40,000) 들이 믿는 신인 '고크, 모크'(얘네들은 실제 게임에선 적용 안되고 그냥 오크들이 믿기만 할뿐이다) 중에서 지저분한 모크신 역시도 너글을 약간 다르게 바라본 게 아닌가 하고 의심되고 있다.
물론 고크와 모크, 너글은 다른 신이며, 스케이븐의 신인 뿔난 쥐도 너글보다는 급수가 약한 너글 계열의 악마다.
너글의 대 악마는 그레이트 언클린 원. 썩은 거대한 살덩이에 너글의 특제 전염병 단지에 담궈놓은 녹슬어버린 그레이트 소드를 사용한다. 가장 훈훈한 신의 부하라 그런지 자신의 부하들에게 부성애를 가지고 있다고 한다.
너글의 소 악마는 플레이그 베어러라 불리며, 너글이 만들어낸 수억가지의 전염병들의 목록을 마치 경을 외우듯 중얼거리며 전투에 참가한다고 한다.
너글의 짐승이라는 악마와 너글링이라는, 그레이트 언클린 원의 축소판인 소 악마들도 있으며, 너글의 탈것은 너글의 가마다. 수많은 너글링들이 옮기는 가마이다.